# Alfred Kubin
Alfred Kubin (pokřtěn Alfred Leopold Isidor, 10. dubna 1877 Litoměřice, Rakousko-Uhersko – 20. srpna 1959 Zwickledt, Wernstein am Inn, Rakousko) byl rakouský expresionistický grafik, ilustrátor a spisovatel narozený v Čechách.

## Život
Narodil se v severočeských Litoměřicích. Jeho otec Friedrich Kubin (1848–1907), bývalý vojenský důstojník, pracoval jako zeměměřič, jeho matka Johanna, rozená Kletzl (1848–1887), byla pianistka. V letech 1879–1882 žila rodina v Salcburku. V roce 1882 se přestěhovali do Zell am See. V roce 1887 zemřela Kubinovi matka, ve stejném roce začal studovat na gymnáziu v Salcburku. Nebyl ale úspěšný a příští rok se vrátil zpět do Zell am See na obecnou školu. Ve školním roce 1891–1892 studoval na uměleckoprůmyslové škole v Salcburku.
V letech 1892–1896 se učil fotografem u svého strýce Aloise Beera v Klagenfurtu. V roce 1898 nastoupil jako dobrovolník vojenskou službu, byl odvelen do Lublaně. Po nervovém zhroucení byl hospitalizován a propuštěn z armády. Po rekonvalescenci v otcově domě v Zell am See odešel do Mnichova studovat kresbu na soukromé škole Ludwiga Schmida-Reutteho, později (1898–1901) pokračoval na mnichovské Akademii výtvarných umění v kreslířské třídě řeckého malíře Nikolaose Gyzise. V roce 1903 mu vyšlo tiskem první album reprodukcí kreseb. V roce 1904 se oženil s Hedvikou Gründlerovou, rozenou Schmitzovou. V Lipsku se setkal s Maxem Klingerem. Následujícího roku navštívil Paříž, kde se setkal s Odilonem Redonem. V roce 1906 manželé Kubinovi přesídlili do Zwickledtu u Wernsteinu v Horních Rakousích.
V roce 1908 napsal Kubin román Die andere Seite (česky vyšlo jako Země snivců), který vyšel následujícího roku tiskem. V roce 1909 se stal členem sdružení Neue Künstlervereinigung München (Nová společnost umělců Mnichov), jehož předsedou byl Vasilij Kandinskij. Seznámil se s Franzem Marcem, Hansem Carossou a Paulem Klee. Po rozpuštění sdružení Neue Künstlervereinigung München se Kubin stal členem skupiny Der Blaue Reiter (Modrý jezdec). V roce 1912 začal spolupracovat se satirickým týdeníkem Simplicissimus. V roce 1921 měl první soubornou výstavu v Mnichově, v únoru 1924 první výstavu v Čechách, v pražském Rudolfinu. V roce 1930 začal jezdit na pravidelné letní pobyty na Šumavu (až do roku 1944).
Alfred Kubin zemřel v roce 1959 v Zwickledtu. Je pohřben na hřbitově ve Wernsteinu nad Innem.

### ocenění díla

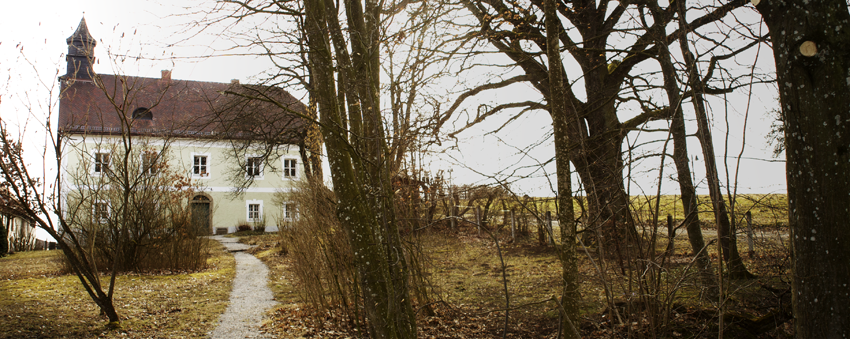
Kubinovo sídlo ve Zwickledtu

- 1949 jmenován členem Bavorské akademie krásných umění
- 1951 Rakouská státní cena za výtvarné umění
- 1952 cena Ulysses na 26. bienále v Benátkách
- 1955 Mezinárodní cena za kresbu na 3. bienále v São Paulu
- 1957 Velká čestná medaile Rakouské republiky za umění a vědu
- 1957 Klimtova medaile Vídeňské secese

## Dílo
Vydal řadu alb reprodukcí kreseb a dále alba originálních litografií. Ilustroval množství knih, mezi ilustrované autory patřili: Edgar Allan Poe, Wilhelm Hauff, E. T. A. Hoffmann, Hans Christian Andersen, Jules Barbey d'Aurevilly a mnoho dalších. Ilustroval rovněž historickou povídku Jaroslava Durycha z třicetileté války, Die Kartause von Walditz (Valdice), Mnichov 1934.

## Spisy
- Die andere Seite (česky pod názvem Země snivců) 1909
- Von verschiedenen Ebenen (Z různých rovin) 1912
- Der Guckkasten (Kukátko) 1925
- Von Schreibtisch eines Zeichners (Od kreslířova psacího stolu) 1939
- Abenteuer einer Zeichenfeder 1941

posmrtné souborné vydání:
- Aus meiner Werkstatt (Z mé dílny) 1973
- Aus meinem Leben (Z mého života) 1974

### česky vyšlo
- Edgar Allan Poe: Příběhy Arthura Gordona Pyma, ilustrace Alfred Kubin, SNKLHU, 1959
- Země snivců, přeložil Ludvík Kundera, vydání: 1947 Kladno, 1981 Curych, 1997 Praha, 2008 Praha ISBN 80-204-0634-4
  - V Českém rozhlasu zpracováno jako desetidílná četba na pokračování. Překlad: Ludvík Kundera, režie: Tomáš Soldán, hrají: Miloš Kročil, Jiří Vyorálek, Anežka Kubátová, Eva Vrbková, Jan Kolařík a Ladislav Kolář.[2]
- Z mého života a z mé dílny, vybral a přeložil František Holešovský, úvod Ludvík Kundera, Odeon, 1983

## Výstavy
- 2022 Alfred Kubin : Bekenntnisse einer gequälten Seele, Leopold Museum, Vídeň, 16. duben – 24. červenec 2022[3][4]